# Maison Petrović-Njegoš
Pour les articles homonymes, voir Petrović.
La maison Petrovitch-Njegos (cyrillique: Петровић Његош) est la maison royale du Monténégro. Ses princes souverains furent, jusqu’en 1852, prince-évêques de l’Église orthodoxe serbe. Ce statut leur donna longtemps une autorité juridique et religieuse sur la population du Monténégro, indispensable pour maintenir l’union des clans et la lutte sporadique contre les Turcs musulmans.

## Princes-évêques (1696-1852)
| # | Nom                | Début règne | Fin règne | Notes                             |
| 1 | Daniel Ier Scepcev | 1696        | 1735      |                                   |
| 2 | Sava II            | 1735        | 1781      |                                   |
| - | Basile III         | 1750        | 1766      | Codirigeant avec Sava II          |
| 3 | Pierre Ier         | 1781        | 1830      |                                   |
| 4 | Pierre II          | 1830        | 1851      |                                   |
| 5 | Daniel II          | 1851        | 1852      | Couronné prince souverain en 1852 |

## Princes souverains (1852-1910)
| # | Nom         | Début règne | Fin règne | Notes                |
| 1 | Daniel Ier  | 1852        | 1860      |                      |
| 2 | Nicolas Ier | 1860        | 1910      | Couronné roi en 1910 |

## Rois et prétendants (depuis 1910)
| # | Nom          | Début règne | Fin règne | Notes                                                     |
| 1 | Nicolas Ier  | 1910        | 1921      | Déposé en 1918.                                           |
| - | Daniel II    | 1921        | 1921      | En exil, abdique.                                         |
| - | Michel Ier   | 1921        | 1922      | En exil, abdique. Chef de la maison royale jusqu’en 1986. |
| - | Nicolas II   | 1986        | -         | Prince héritier. En exil jusqu’en 1998.                   |
| - | Prince Boris | -           | -         | Prince héréditaire                                        |